# Хонорат Кожмински
Хонорат Кожмински (Флорентин Вацлав Ян Стефан Кожмински, роден на 16 октомври 1829 г. в Бяла Подляска, умира на 16 декември 1916 г. в Нове Място над Пилица) – полски капуцин, богослов, свещеник, основател на много религиозни конгрегации, обявен за блажен от римокатолическата църква.

## Биография
Хонорат Кожмински е вторият син на Стефан и Александра от Кахло. Завършва началното училище в Бяла Подляска, а гимназия посещава в Плоцк. По време на ученето си преживява религиозна криза и изгубва вярата си, която възвръща отново на 15 август 1846 г. Завършва гимназия на почти 15-годишна възраст.
По настояване на баща си учи 4 години в Строителния факултет на Училището за изящни изкуства във Варшава. На 23 април 1846 г. е арестуван за участие в антируска конспирация. Затворен е в Десетия павилион на Варшавската цитадела, където се разболява от коремен тиф. Освободен е на 27 февруари 1847 г. поради влошено здравословно състояние. На 21 декември 1848 г. се присъединява към Ордена на капуцините в Любартов. На 21 декември 1849 г. дава обет и заминава за Люблин, за да изучава философия. През 1851 г. е преместен във Варшава където следва богословие. Завършва през 1852 г. и става преподавател по реторика във Варшава. На 27 декември 1852 г. получава свещенически сан от ръцете на варшавския архиепископ Антони Фиялковски.  В годините 1853 – 1855 преподава богословие във Варшава. През 1855 г. заедно със Зофия Трушковска основава Орден на сестрите Фелицианки във Варшава, чиято задача е да се занимава с благотворителна дейност. След потушаването на Януарското въстание руското правителство премахва всички католически манастири. След затварянето на манастира на капуцините във Варшава през 1864 г. той заживява в Закрочим, а в периода 1892 – 1916 г. в Нове Място. За да заобиколи руската забрана, Кожмински започва основаването на тайни религиозни конгрегации, основани на третия закон на Св. Франчишек. В годините 1872 – 1898 основава 14 тайни женски конгрегации. Тяхната задача е свързана с лично просвещение, благотворителност и апостолска дейност в семейства, фабрики, болници. От една от тези организации се развива мариативизмът, основан от монахинята Мария Франчишка Козловска, на която Хонорат Кожмински е изповедник.
През 1889 г. получава одобрение от Светия престол за dla zgromadzeń bezhabitowych, с декрет Escclesia Catholica става възможно присъединяването към Ордена на капуцините. Благодарение на това възникват 26 терциарски организации, а от тях възникват 16 монашески конгрегации (16 zgromadzeń zakonnych). Тогава основа и Ордена на сестрите серафитки във Варшава. През годините 1859 – 1862 е gwardian на варшавския манастир. 1895 г. става генерален комисар на капуцините в полската провинция.
На 16 октомври 1988 г. Йоан Павел II извършва неговата беатификация.

Сеймът на Република Полша определя 2017 г. за Година на Хонорат Кожмински.
|  | Тази страница частично или изцяло представлява превод на страницата Honorat Koźmiński в Уикипедия на полски. Оригиналният текст, както и този превод, са защитени от Лиценза „Криейтив Комънс – Признание – Споделяне на споделеното“, а за съдържание, създадено преди юни 2009 година – от Лиценза за свободна документация на ГНУ. Прегледайте историята на редакциите на оригиналната страница, както и на преводната страница, за да видите списъка на съавторите. ВАЖНО: Този шаблон се отнася единствено до авторските права върху съдържанието на статията. Добавянето му не отменя изискването да се посочват конкретни източници на твърденията, които да бъдат благонадеждни. |

1. ↑  js2013793140 //   Посетен на 15 май 2020 г.